# 池間島

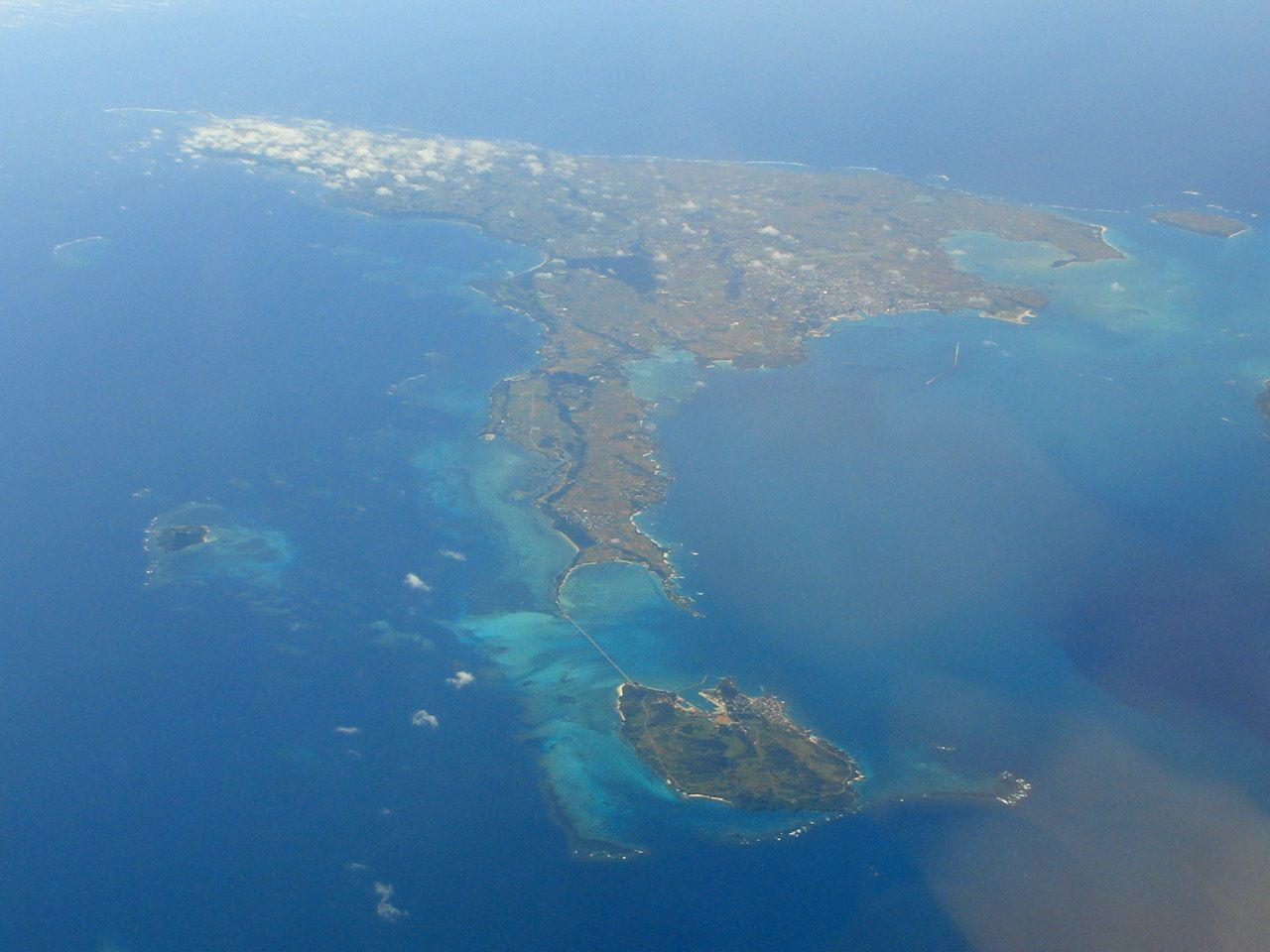
池間島（手前）方向から宮古島を望む

池間島（いけまじま）は、宮古島の北西1.5kmに位置し、沖縄県宮古島市平良池間に属する島である。

## 地理
馬蹄型をした面積2.83km2、周囲10.1kmの島で、567人、359世帯（住民基本台帳、2019年1月1日時点）が居住している。1873年（明治6年）人口が1,800人を超えたこともあった。南方には宮古島北西端の西平安名岬を望む。北岸に1940年（昭和15年）初点灯の池間島灯台（灯火標高41m、光達距離18海里）がある。
島周辺には「干瀬（ビジ）」と呼ばれるサンゴ礁群が散在している。特に北から北東にかけての約5 - 15km沖には、八重干瀬と呼ばれる巨大な干瀬があり、ダイビングスポットとしても有名である。
島の内部には池間湿原があり、キシノウエトカゲなどの稀少な生物が棲息している他、渡り鳥の飛来地としても重要である。2011年（平成23年）11月1日に島全域が国の池間鳥獣保護区に指定されている。

## 歴史

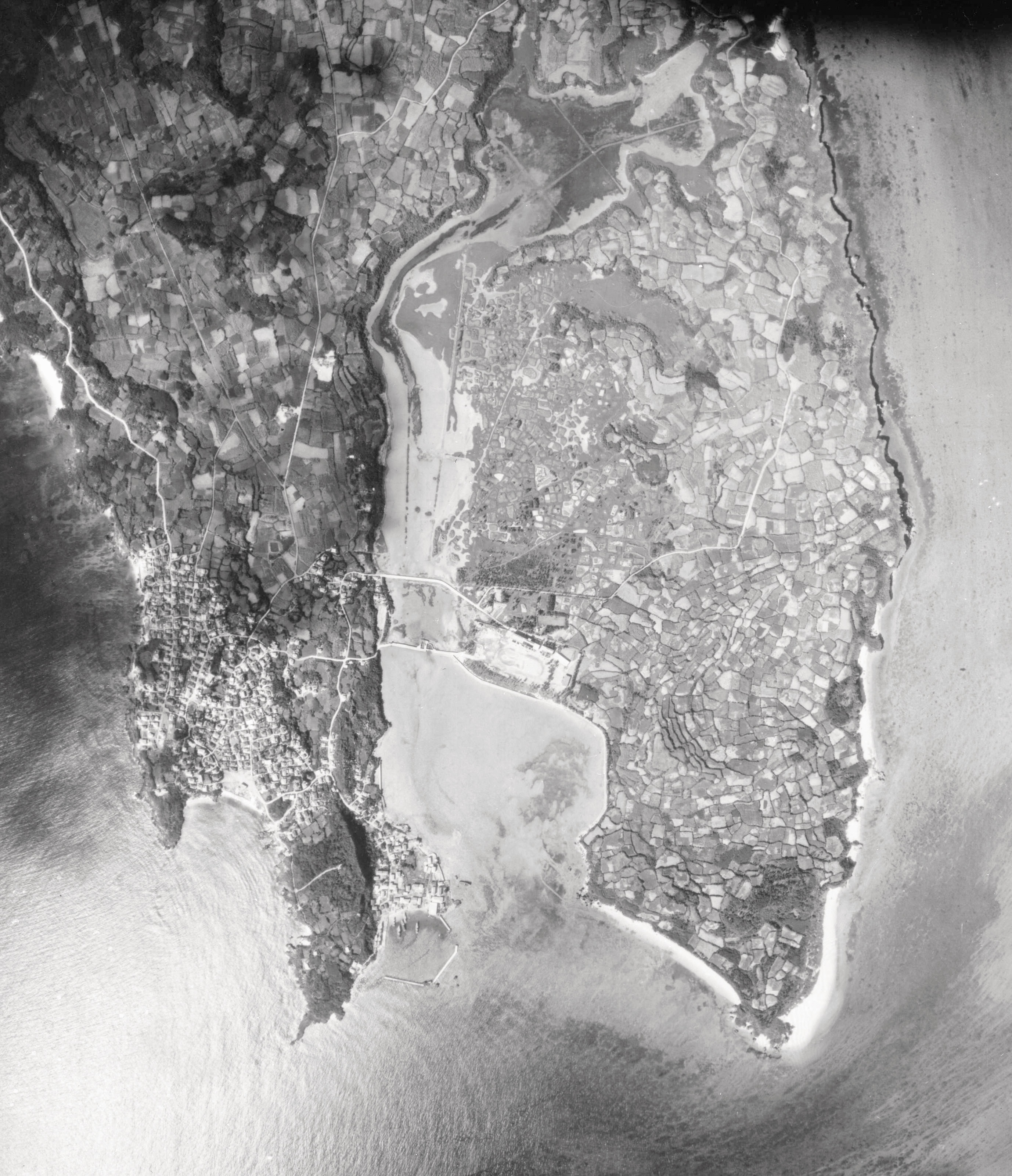
1963年撮影の池間島

かつては、南北に走る細長い海峡で隔てられた2つの島であった。16世紀の初め頃、海峡の北側に狩俣の豪族、「四島の主」が石橋を架け2つの島を行き来できるようにした。その後ほどなく、堆積した砂によって石橋は埋もれてしまい、2つの島はつながって池間島になった。そして、かつての海峡は細長い入り江となり、イーヌ・ブー（北の入り江）と呼ばれるようになった。
1924年（大正13年）から1934年（昭和9年）にかけて、イーヌ・ブーの干拓事業が行われた。入り江の入口に道路を兼ねた2本の防潮護岸が建設され、約47haを対象に事業が行われて約20haの干拓地が造成され、残された入り江は汽水域となった。ユニムイ原と呼ばれた干拓地の一部には、現在の池間小中学校の運動場が造成された。さらに、1963年（昭和38年）から1982年（昭和57年）にかけての漁港工事によって外海との水路が完全に遮断され、かつての入り江は淡水化し、湿原となった。これが今日の池間湿原（ユニムイ、ユニムイ湿原）である。
なお、「ユニムイ」は、干拓地付近の海岸の旧名である。「ユニ」は方言で「粟を意味し、粟を盛ったような形の砂山も「ユニ」と呼ばれる。また、「ムイ」は「いくつも」の意味であり、この海岸にはいくつもの砂山があったことから「ユニムイ」と名づけられた。
1992年（平成4年）2月12日、池間島と宮古島北端の世渡崎とを結ぶ池間大橋（全長1,425m）が開通し、宮古島と道路で結ばれた。

## 文化・風習
琉球時代を彷彿させる風習が近年まで残されていたため、民俗学においても注目されている。
琉球王国時代（16世紀頃から）の御嶽信仰の風習を今でも色濃く残していることで有名である。大主神社（ウハルズ御嶽）には、池間島民より選出された5人の司（祭祀儀礼を行う女性）を中心とした祭祀集団が形成されている。
元（ムトゥ）と呼ばれる氏神をまつる場所が4箇所（真謝（まじゃ）・上げ桝（あぎます）・前ぬ屋（まいぬやー）・前里）があり、「ミャークヅツ」という祭りを毎年、旧暦9月に3日間執り行う。元（ムトゥ）には、男性の祭祀集団が形成されており、祖父から父・父から子の順に祭祀集団が形成されてきた。なお、各ムトゥへの入会が認められてムトゥ・ヌ・ウヤになれるのは数え55歳からである。
池間島からは宮古列島各地に移住が行われている。1720年（享保5年）に伊良部島に創建された佐良浜（新浜）村に14戸が強制移住させられたことに始まり、1723年（享保8年）には宮古島の長間村に20人が、1737年（元文2年）には伊良部島の国仲村に35戸が、1874年には宮古島の西原（西辺）村に35戸が移住。このため、伊良部島の佐良浜、宮古島の西原には今でも池間島からの移民が多く住んでいる。これらの人々は移住先でもナナムイ（ウハルズ御嶽）信仰やミャークヅツといった池間島の民俗・文化を守っていることから、池間島の住民と合わせて池間民族と呼ばれる。

## 産業
1906年（明治39年）に鮫島幸兵衛によってカツオ釣り漁業が始められた。かつては遠洋漁業が盛んで、カツオ漁が有名であった。昭和50年代に排他的経済水域が設定されたこと等により遠洋漁業は廃れたが、現在でも漁業が中心産業であり、鰹節はこの島の特産品となっている。
1992年（平成4年）に池間大橋が完成し、宮古島からの新たな観光ルートとなったことにより、近年では観光も主要産業となっている。

## 公共施設
- 宮古島市立池間小中学校 - 生徒数は小学校22人[16]、中学校14人[17]（2015年5月1日時点）。
- 池間郵便局

## 交通

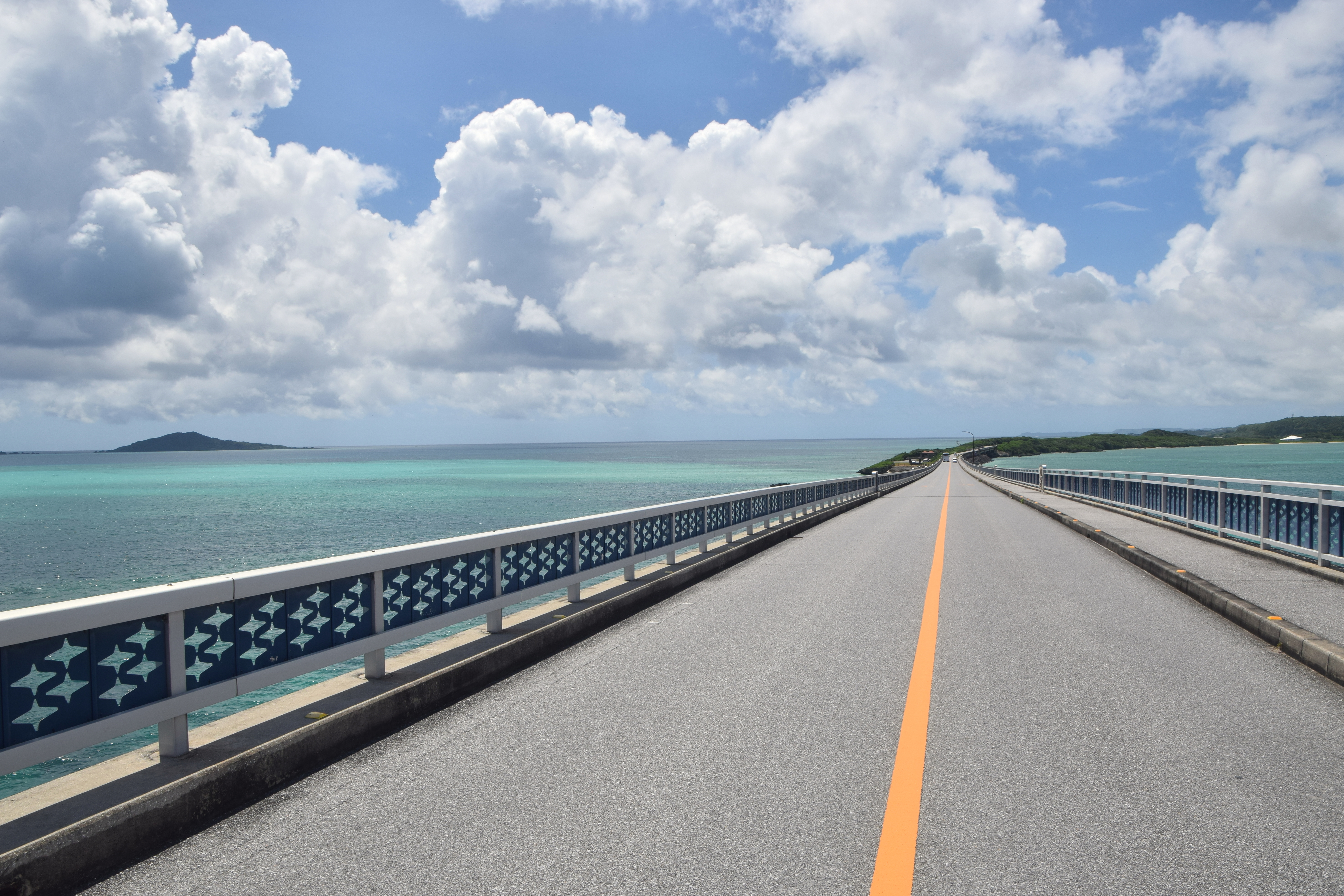
池間大橋（2022年）

### 道路
- 沖縄県道230号池間大浦線 - 池間島と宮古島を結ぶ路線。池間大橋を含む。

### 公共交通
- 八千代バスが、宮古島中心部（平良港等）と池間島を結ぶ路線バスを運行している。

## 名所・旧跡・観光スポット
- 池間大橋
- 先島諸島火番盛（池間遠見） - 国の史跡
- 池間湿原（ユニムイ、ユニムイ湿原）
- 海岸等
  - カギンミ（池間ブロック）[18]
  - フナクス（池間ロープ）[19]
  - お浜[20]
  - ハート岩 - NHK連続テレビ小説「純と愛」にも登場した[21]。

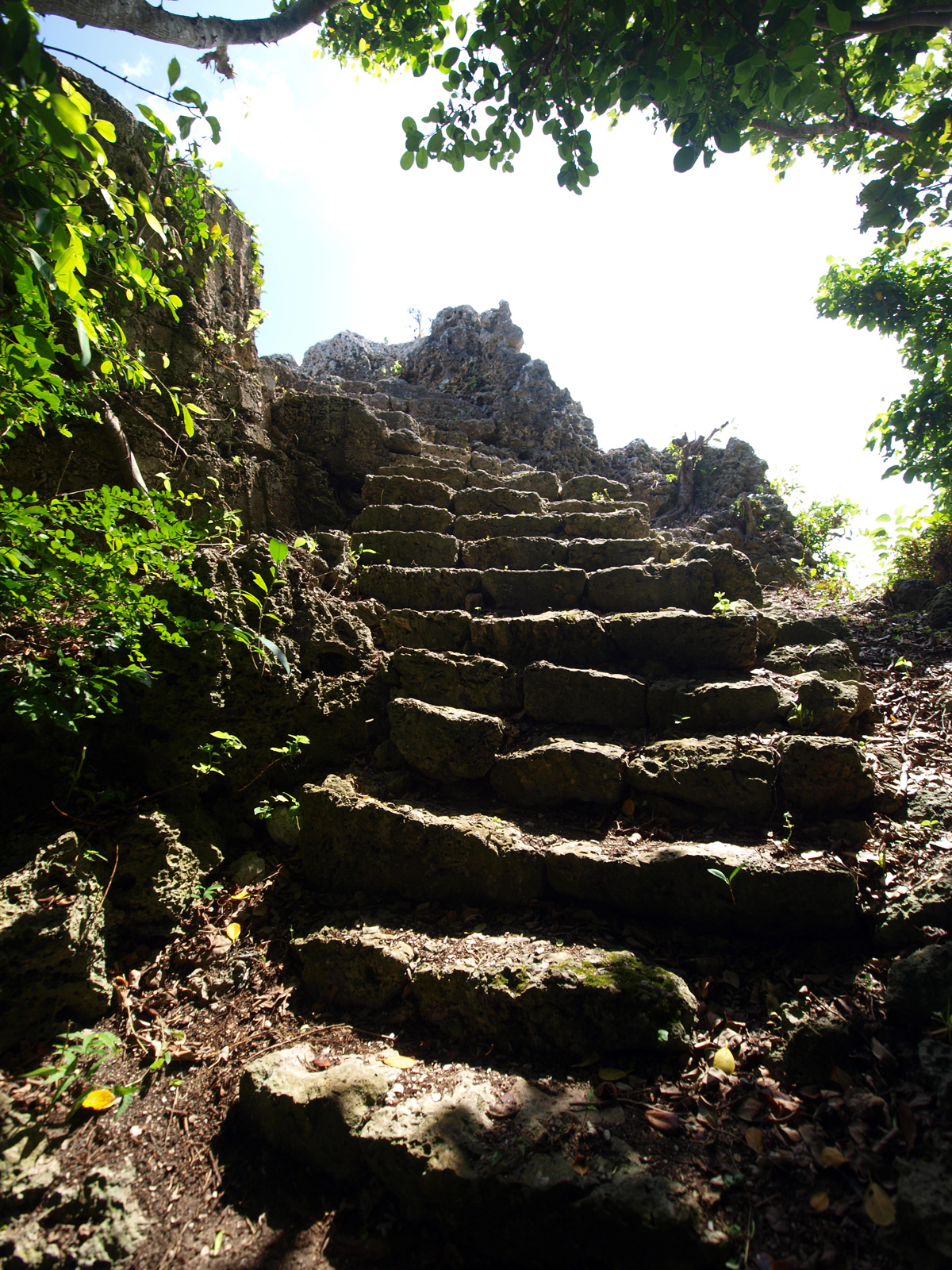
池間遠見
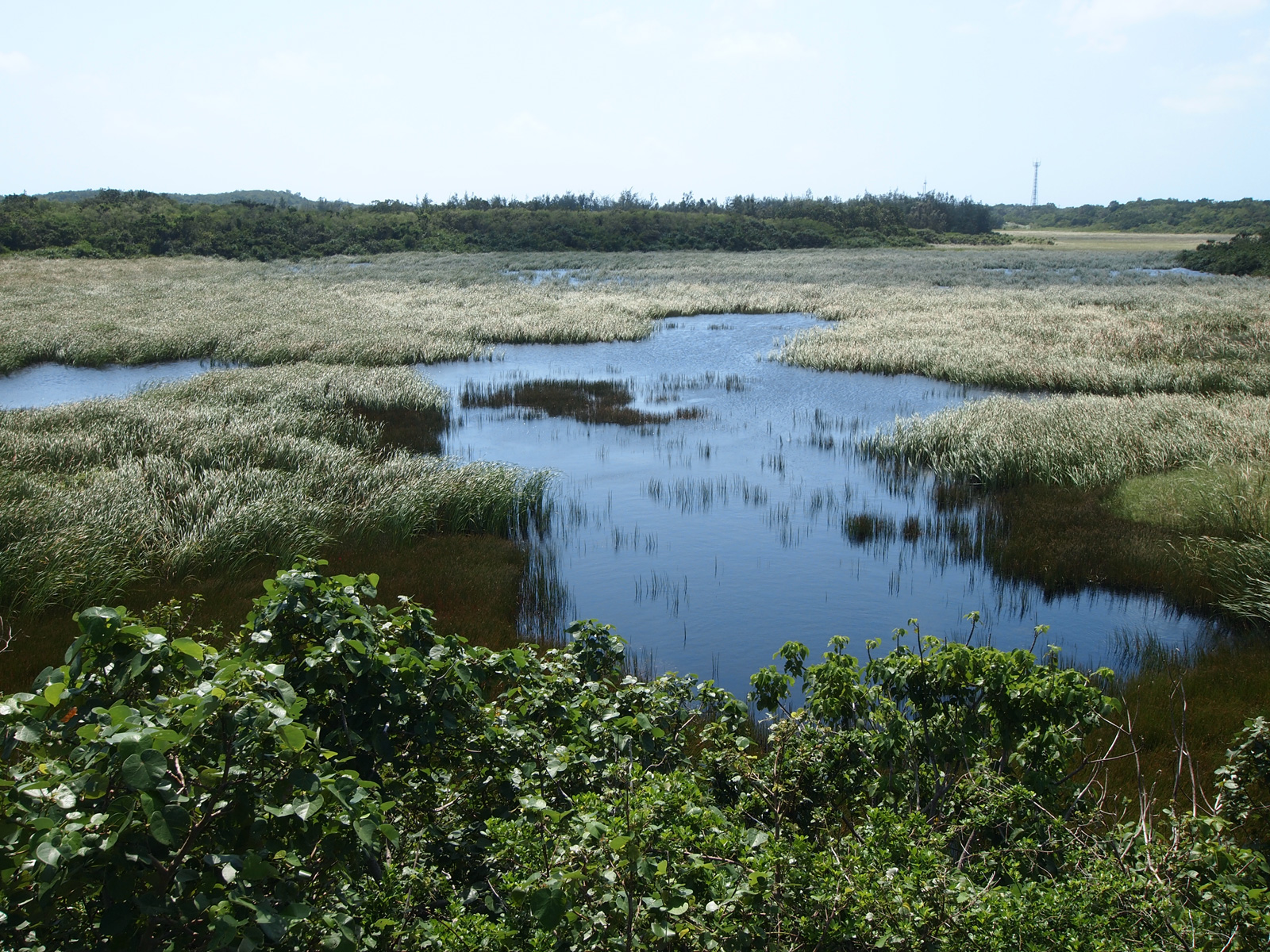
池間湿原